# Linh-Lan Dao
 (avril 2025).
Motif : Pas dans les critères : un seul ouvrage et rien de vraiment centré
- Archive Wikiwix
- Bing
- Cairn
- DuckDuckGo
- E. Universalis
- Gallica
- Google
- G. Books
- G. News
- G. Scholar
- Persée
- Qwant
- (zh) Baidu
- (ru) Yandex
- (wd) trouver des œuvres sur Wikidata

| 1. | Préciser le motif de la pose du bandeau. | Précisez le motif de la pose du bandeau en utilisant la syntaxe suivante : {{admissibilité à vérifier\|date=juin 2025\|motif=remplacez ce texte par le motif}}                    |
| 2. | Informer les utilisateurs concernés.     | Pensez à avertir le créateur de l'article, par exemple, en insérant le code ci-dessous sur sa page de discussion : {{subst:avertissement admissibilité à vérifier\|Linh-Lan Dao}} |

 (avril 2025).
La mise en forme du texte ne suit pas les recommandations de Wikipédia : il faut le « wikifier ».
Les points d'amélioration suivants sont les cas les plus fréquents :
- Les titres sont pré-formatés par le logiciel. Ils ne sont ni en capitales, ni en gras.
- Le texte ne doit pas être écrit en capitales (les noms de famille non plus), ni en gras, ni en italique, ni en « petit »…
- Le gras n'est utilisé que pour surligner le titre de l'article dans l'introduction, une seule fois.
- L'italique est rarement utilisé : mots en langue étrangère, titres d'œuvres, noms de bateaux, etc.
- Les citations ne sont pas en italique mais en corps de texte normal. Elles sont entourées par des guillemets français : « et ».
- Les listes à puces sont à éviter, des paragraphes rédigés étant largement préférés. Les tableaux sont à réserver à la présentation de données structurées (résultats, etc.).
- Les appels de note de bas de page (petits chiffres en exposant, introduits par l'outil «  Source ») sont à placer entre la fin de phrase et le point final[comme ça].
- Les liens internes (vers d'autres articles de Wikipédia) sont à choisir avec parcimonie. Créez des liens vers des articles approfondissant le sujet. Les termes génériques sans rapport avec le sujet sont à éviter, ainsi que les répétitions de liens vers un même terme.
- Les liens externes sont à placer uniquement dans une section « Liens externes », à la fin de l'article. Ces liens sont à choisir avec parcimonie suivant les règles définies. Si un lien sert de source à l'article, son insertion dans le texte est à faire par les notes de bas de page.
- La présentation des références doit suivre les conventions bibliographiques. Il est recommandé d'utiliser les modèles {{Ouvrage}}, {{Chapitre}}, {{Article}}, {{Lien web}} et/ou {{Bibliographie}}. Le mode d'édition visuel peut mettre en forme automatiquement les références.
- Insérer une infobox (cadre d'informations à droite) n'est pas obligatoire pour parachever la mise en page.

Pour une aide détaillée, merci de consulter Aide:Wikification.
Si vous pensez que ces points ont été résolus, vous pouvez retirer ce bandeau et améliorer la mise en forme d'un autre article.
Linh-Lan Dao, née à Paris en 1987, est une journaliste, dessinatrice, écrivaine et activiste antiraciste française.

## Biographie
Née à Paris, de deux parents vietnamiens, elle est diplômée du master de journalisme de Sciences Po Paris.
Journaliste à France Info depuis 2016, notamment dans l'émission vrai ou faux, elle lance en 2021, les Révélateurs, la cellule d’investigation visuelle et d’authentification d’images amateur de France Télévisions. Elle travaille aussi comme journaliste et dessinatrice dans l'émission C Jamy entre 2021 et 2022.
En 2017, à la suite du sketch des Chinois de Kev Adams et Gad Elmaleh, elle publie la vidéo ne me dites plus jamais "tching tchong"! sur le racisme anti-asiatique. Cette vidéo recueille plus de 2 millions de vues sur Facebook. Elle considère ce sketch un déclic dans sa lutte contre le racisme anti-asiatique.

« Quand je les vois, tout me revient : la gamine à la récré qui me sort que j'ai les yeux bridés parce que je suis "constipée à force de manger trop de riz", les gosses du centre de loisirs qui se tirent les yeux, en chantant "tching tchang tchong" »

Pendant la pandémie de COVID 19, elle dénonce le racisme anti-asiatique qui accompagne cette période et décide d'écrire un livre sur le sujet. Après près de 4 ans d'enquête, elle publie, en 2025, le livre Vous les asiates: Enquête sur le racisme anti-asiatique en France. Dans ce livre, elle étudie et explore les discriminations que subissent les communautés asiatiques,.
Elle rejoint l'AJAR (Associations des Journalistes Antiracistes et Racisé.e.s.) en mars 2023 et en devient la porte parole.

## Publication
- Vous les asiates : Enquête sur le racisme anti-asiatique en France, Denoël, mars 2025